# 王又民
王又民（1974年1月24日—），臺灣雲林縣斗六市人，國民黨政治人物，一屆斗六市民代表，三屆雲林縣議會議員，雲林縣第17、18、19、20屆議員（第一選區），雲林縣議員政團總召集人。

## 生平
王又民生於農民之家，就讀斗六國中、斗六家商、環球商專，退伍後完成碩士學位，現任雲林縣議會第20屆議員，同時也是環球科技大學講師，曾經歷任兩屆市民代表，连续三屆縣議員。

## 外部連結
- 王又民 雲林縣議員的Facebook專頁（繁體中文）
- 王又民的Instagram帳戶（繁體中文）
- YouTube上的雲林縣議員 王又民頻道（繁體中文）